# Lisianki (Przybranówek)
Lisianki – kolonia wsi Przybranówek, położonej w Polsce, w województwie kujawsko-pomorskim, w powiecie aleksandrowskim, w gminie wiejskiej Aleksandrów Kujawski. 
W latach 1975–1998 miejscowość administracyjnie należała do województwa włocławskiego.